# Județul Argeș (interbelic)
Județul Argeș a fost o unitate administrativă de ordinul întâi din Regatul României, aflată în regiunea istorică Muntenia. Reședința județului era orașul Pitești.

## Istoric

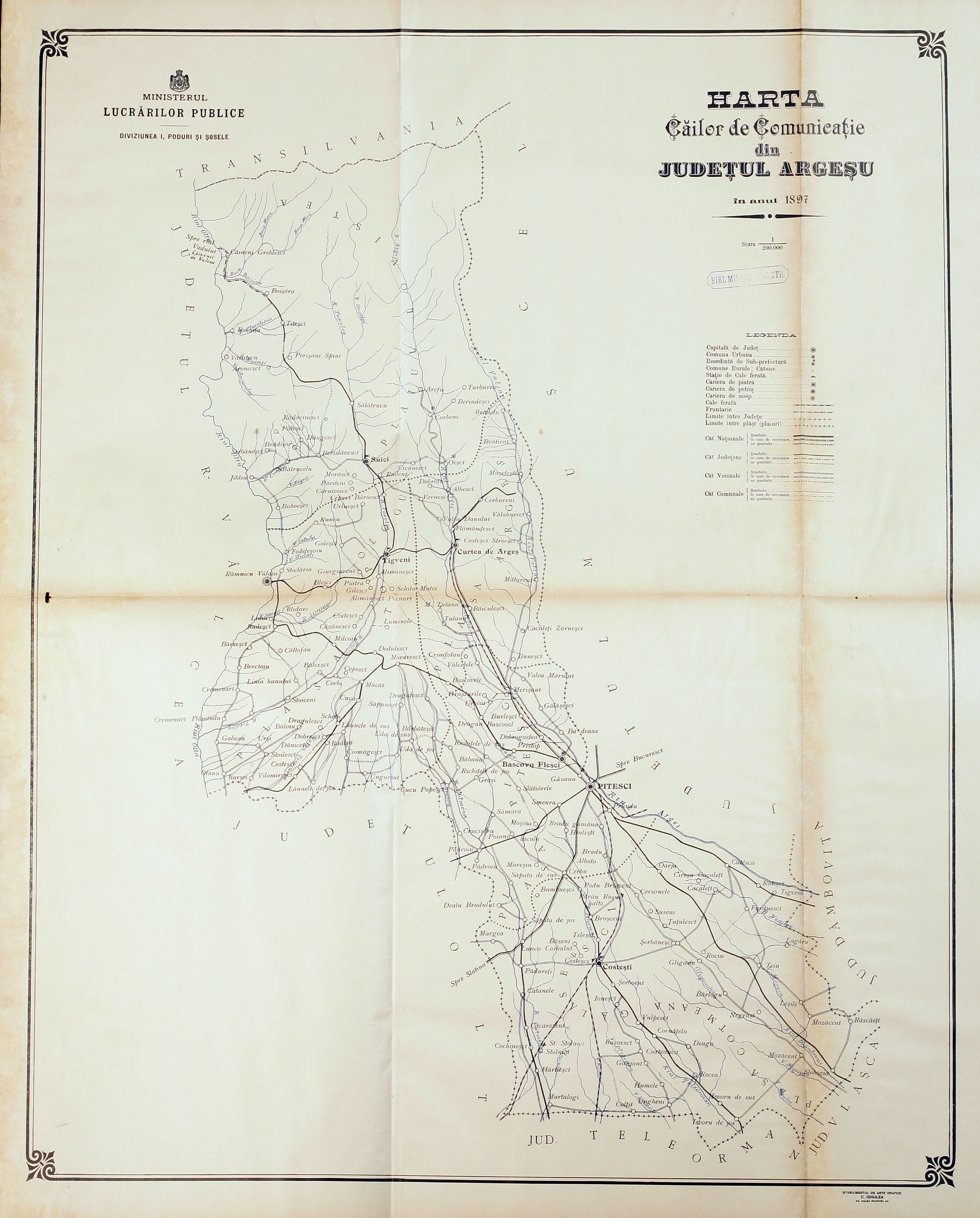
Harta județului Argeş în Atlasul Căilor de Comunicații din 1897

În anul 1864, domnitorul Alexandru Ioan Cuza dă prima lege de organizare administrativ-teritorială modernă a teritoriului României. Legea prevedea împărțirea țării în 33 de județe, având ca subdiviziuni plășile și comunele (urbane și rurale). Județele și comunele erau investite cu personalitate juridică și cu organe deliberative și executive: consiliul județean și prefectul (acesta din urmă ca reprezentant al guvernului în teritoriu), respectiv consiliul comunal și primarul (în calitate de reprezentant al guvernului în teritoriu). Plășile erau simple subdiviziuni ale județelor, fără personalitate juridică, conduse de subprefecți, cu atribuții de supraveghere și control asupra autorităților comunale. Județul Argeș a fost constituit prin delimitarea teritoriului județului medieval muntenesc Argeș.
Se organizau bâlciuri la: Dealul Târgului (lângă Pitești, de Duminica Tomii, Sfântul Gheorghe, Înălțare și Duminica Mare), Tutana (5 iulie), Curtea de Argeș (de Sfânta Maria Mare-15 august și Sfântul Dumitru-26 octombrie), Uda (15 august) și Tigveni (de Sfinții Mucenici- 9 martie).
În timpul dictaturii carliste, județul a făcut parte din ținutul Argeș. În 1950, a fost desființat de regimul comunist, iar teritoriul său a fost împărțit între raioanele Curtea de Argeș, Pitești, Topoloveni și Costești ale regiunii Argeș.Topoloveni până la Ștefănești au făcut parte din jud. Mușcel.

## Întindere

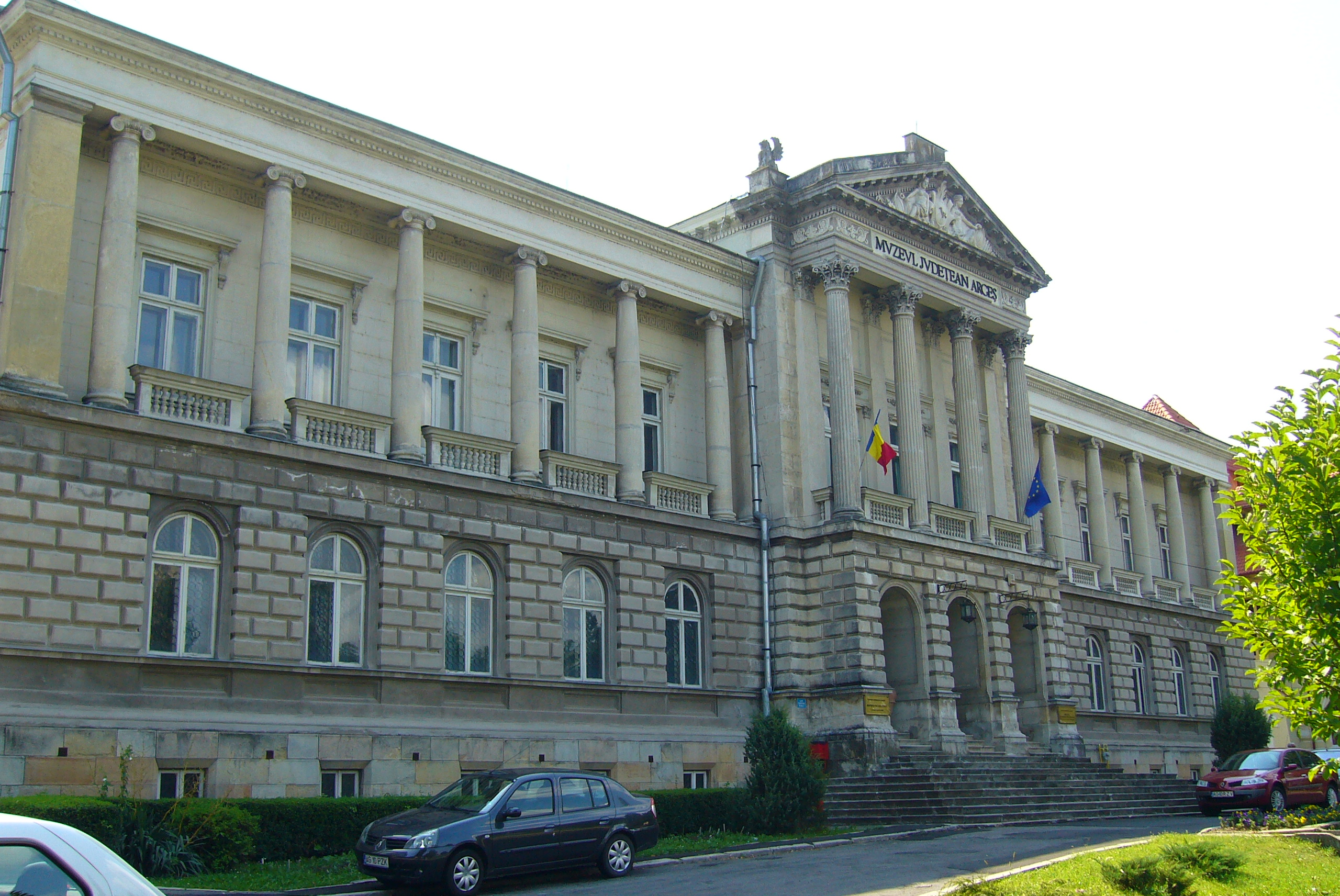
Clădirea Prefecturii județului Argeș din perioada interbelică. Clădirea-monument istoric, construită între anii 1898-1899 și situată pe Str. Armand Călinescu nr. 44, găzduiește în prezent sediul Muzeului Județean Argeș din Pitești.

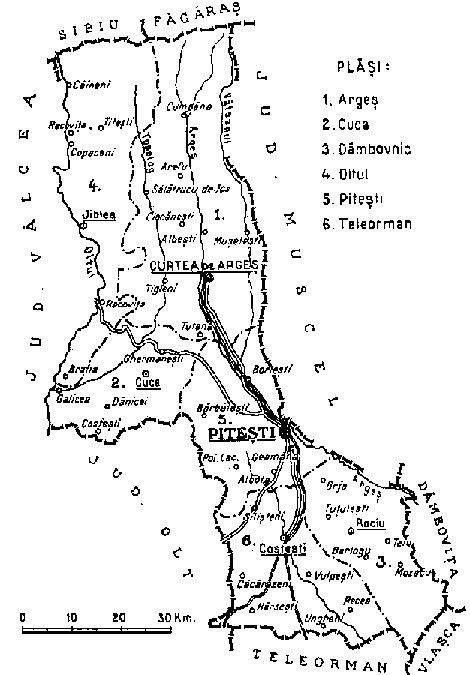
Harta județului, cu dispunerea și denumirea plășilor, în anul 1938.

La înființare, era un județ de frontieră. Se învecina cu Transilvania (ce făcea parte atunci din Austro-Ungaria) și cu județele românești Muscel, Dâmbovița, Vlașca, Teleorman, Olt și Vâlcea. Teritoriul lui cuprindea mare parte din actualul județ Argeș și o bucată din estul actualului județ Vâlcea. 
După 1918, se situa în partea central-sudică a României Mari, în vestul regiunii Muntenia. Se învecina la vest cu județele Olt și Vâlcea, la nord cu județele Făgăraș și Sibiu, la est cu județele Muscel și Dâmbovița, iar la sud cu județele Teleorman și Vlașca.

## Organizare
Vechiul județ muntenesc era la începutul secolului al XIX-lea împărțit în 8 plăși și 2 plaiuri, dar pe la 1880, avea 6 plăși și un plai: plaiul Loviștea (format prin comasarea plaiurilor Ariful și Loviștea în 1834) cu reședința în comuna rurală Șuici și plășile Topologul cu reședința Tigveni, Oltul cu reședința Lăunele, Argeș cu reședința Curtea de Argeș, Pitești cu reședința Pitești, totodată și reședința județului, Cotmeana cu reședința Costești și Gălășești cu reședința Furduești. Județul avea 2 comune urbane, 147 comune rurale formate din 760 sate. Orașele județului erau Pitești și Curtea de Argeș.
În anul 1925, avea cinci plăși:
1. Plasa Argeș (cu reședința la Curtea de Argeș),
2. Plasa Dâmbovnic (cu reședința la Rociu),
3. Plasa Oltul (cu reședința la Jiblea Veche),
4. Plasa Teleorman (cu reședința la Costești) și
5. Plasa Uda (cu reședința la Uda).

Ulterior, județul a fost reorganizat în șase plăși. Plasa Uda a fost desființată și au fost formate două plăși noi:
1. Plasa Cuca (cu reședința în localitatea omonimă, Cuca, rezultată prin scindarea plășilor Oltul și Uda) și
2. Plasa Pitești (creată în jurul orașului de reședință Pitești).

## Populație
Conform datelor recensământului din 1930 populația județului era de 257.378 de locuitori, din care: 97,6% români ș.a. Din punct de vedere confesional 99,1% erau ortodocși, 0,3% romano-catolici, 0,3% mozaici ș.a.

### Mediul urban
În 1930 populația urbană a județului era de 26.341 de locuitori, dintre care 90,4% români, 2,2% evrei, 2,0% maghiari, 1,7% țigani, 1,1% germani ș.a. Din punct de vedere confesional orășenimea era alcătuită din 93,0% ortodocși, 2,4% romano-catolici, 2,4% mozaici, 0,7% reformați, 0,7% lutherani ș.a.

## Materiale documentare

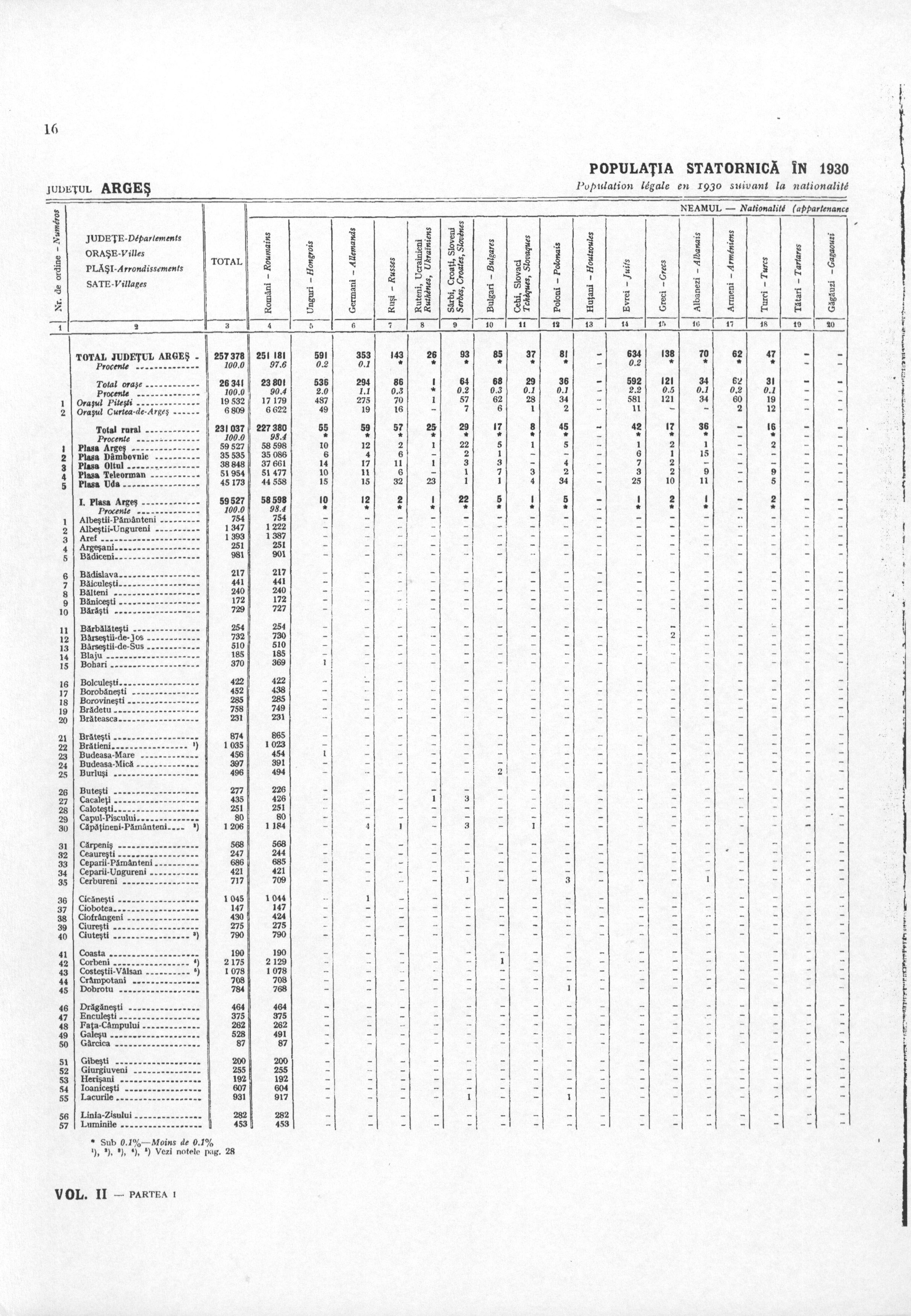
Populația județului în anul 1930, după etnie și limbă maternă
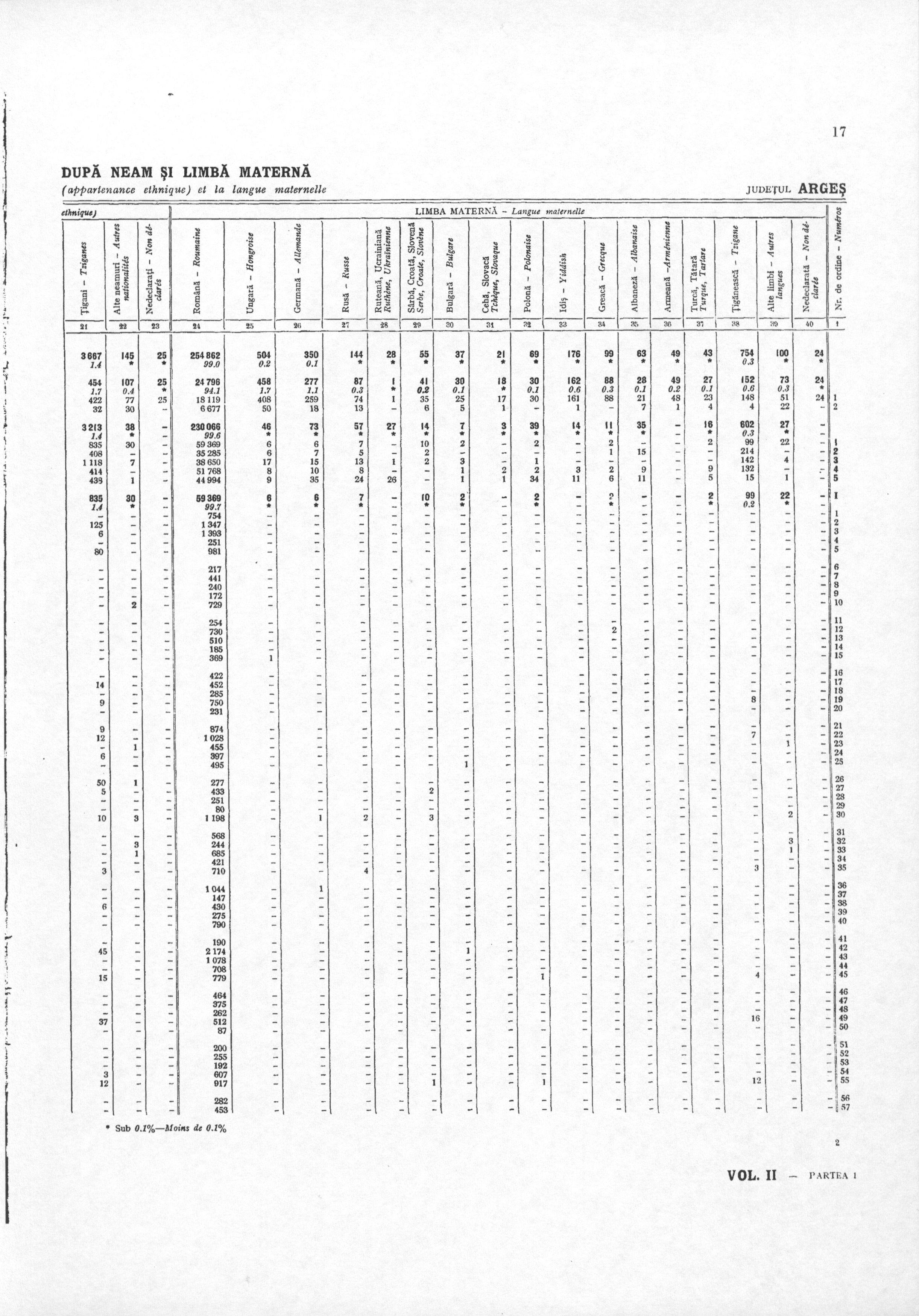
Populația județului în anul 1930, după etnie și limbă maternă